# Jenga

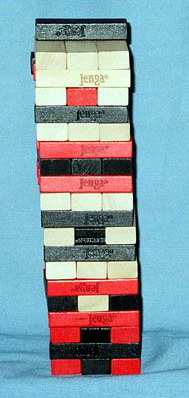
Ett Jengatorn

Jenga, Jenka, Tenka eller Stapla är varumärkesnamn för ett sällskapsspel som under olika namn funnits i över 200 år. Spelet spelas antingen med träklossar från producenter som Hasbro, egentillverkade klossar eller med Domino-brickor.

## Namn
Namnet Jenga är relativt nytt. Det kommer från verbet kujenga (”bygga”) på swahili, vilket i sin imperativform blir jenga. Namnet Jenga är ett varumärke som ägs av Pokonobe Associates.

## Regler
Med en hand åt gången får spelaren göra precis vad denne vill för att förflytta ett block från någonstans i tornet till det översta lagret. Spelaren får således rubba tornet eller räta upp det om denne anser sig gynnas av det. Draget anses avslutat efter att spelaren lagt sitt block i översta lagret. Turen övergår då till nästa spelare. Den som lade senaste klossen innan tornet välte vinner.